# Colin Walker
Colin Walker (n. 8 iulie 1949) este un muzician britanic - interpret la violoncel.